# مودژوینا (استان اشوی‌داشکسیه)
مودژوینا (به لهستانی: Modrzewina) یک منطقهٔ مسکونی در لهستان است که در گمینا ستانپورکوو واقع شده‌است. مودژوینا ۷۰ نفر جمعیت دارد.